# Renaud Glacier
Renaud Glacier är en glaciär i Antarktis. Den ligger i Västantarktis. Argentina, Chile och Storbritannien gör anspråk på området. Renaud Glacier ligger 296 meter över havet.
Terrängen runt Renaud Glacier är varierad. Trakten är obefolkad. Det finns inga samhällen i närheten.